# Tanya M. Luhrmann
Tanya Marie Luhrmann (* 1959) ist eine US-amerikanische Ethnologin, die in der psychologischen Ethnologie arbeitet. Sie hat einen Watkins-Lehrstuhl an der Stanford University inne.

## Werdegang
Luhrmann promovierte 1986 in Cambridge im Fach Sozialanthropologie. 1998 wurde sie Full Professor an der University of California, San Diego. Sie wechselte 2000 zur University of Chicago, und dann 2007 nach Stanford.
2003 wurde sie Mitglied der American Academy of Arts and Sciences, 2022 Mitglied der American Philosophical Society. Sie wurde 2007 mit einem Guggenheim-Stipendium und 2014 mit dem Grawemeyer Award für Religion ausgezeichnet.

## Forschung
Für ihre Dissertation nahm sie als teilnehmende Beobachterin an einem Londoner Hexenzirkel teil. Eine Studie über die Gefühle, die ihre Studierende für deren Smartphones entwickelten, wurde auch im deutschsprachigen Raum breit rezipiert.
Die Gebets- und Lobpreispraktiken charismatischer evangelikaler Christen stellen einen Schwerpunkt ihrer Arbeit dar. Bei den Vorbereitungen für ihr Buch When God talks back verbrachte sie vier Jahre als teilnehmende Beobachterin an Vineyard-Gemeinden in Chicago und Palo Alto. Sie erlebte, wie Gemeindemitglieder das Beten zielstrebig eintrainierten. Bei der Anwendung dieser Gebetstechnik berichteten einige Gemeindemitglieder, Gottes Stimme wahrnehmen zu können. Manche erlebten gutartige Halluzinationen, die Luhrmann auch „sensorische Überreaktion“ nennt. Luhrmann hatte selbst eine sensorische Überreaktion während ihrer Feldforschung bei den Hexen. In der Psychologie redet man hier von Absorption.
Während Persuasions of the witch's craft Verletzungsgefühle bei den studierten Hexen hinterließ, war Luhrmann auch nach Veröffentlichung von When God talks back ein gern gesehener Gast bei den Vineyard-Christen.
Luhrmann befasst sich auch mit den Stimmen, die Schizophrene hören. Ob diese Stimmen bös- oder gutartig sind, hängt stark von der jeweiligen Kultur ab.

## Werke (Auswahl)
- Persuasions of the witch's craft. Ritual magic and witchcraft in present-day England. B. Blackwell, Oxford 1989, ISBN 0-631-15197-4.
- The good Parsi. The fate of a colonial elite in a postcolonial society. Harvard University Press, Cambridge, MA 1996, ISBN 0-674-35675-6.
- Of two minds. The growing disorder in American psychiatry. Knopf, New York 2000, ISBN 0-679-42191-2.
- When God talks back. Understanding the American evangelical relationship with God. Alfred A. Knopf, New York 2012, ISBN 978-0-307-26479-4.
- T. M. Luhrmann, Jocelyn Marrow (Hrsg.): Our most troubling madness. Case studies in schizophrenia across cultures. University of California Press, Oakland, CA 2016, ISBN 978-0-520-29108-9.